# Shadow Warrior (jeu vidéo, 2013)
Pour les articles homonymes, voir Shadow Warriors (homonymie).
Ne pas confondre avec Shadow Warriors, également nommé Ninja Gaiden, ou avec Shadow Warrior (jeu vidéo, 1997)
Shadow Warrior est un jeu vidéo de tir à la première personne développé par le studio indépendant polonais Flying Wild Hog et édité par Devolver Digital en 2013 pour Windows, Playstation 4, Xbox One, OS X et Linux. C'est un reboot du jeu homonyme sorti en 1997, développé par 3D Realms (également à l'origine de Duke Nukem 3D) et publié par GT Interactive. Ce jeu reprend plusieurs bases du jeu originel, par exemple le personnage de Lo Wang, l'homme de main d'une grande société japonaise qui doit lutter contre une invasion démoniaque. L'univers humoristique s'inspire à la fois du cinéma d'action moderne et de la mythologie japonaise. Tout cet univers a été complètement remodelé avec des graphismes 3D modernes. Le jeu est sorti sous forme numérique sur Steam et GOG.com le 26 septembre 2013 avant de passer sur les consoles next-gen (PS4, Xbox One) au mois d'octobre. Le jeu sort pour OS X et Linux le 31 mars 2015. Depuis sa sortie, le jeu a reçu des critiques positives par les sites spécialisés. Une suite, Shadow Warrior 2, sort en 2016.

## Histoire
Lo Wang (doublé par Jason Liebrecht) est un assassin travaillant pour Orochi Zilla, un très puissant industriel japonais. La mission qui nous introduit au jeu est la suivante : acheter un sabre antique au collectionneur Mizayaki pour 2 millions de dollars. À la suite du refus de Mizayaki, Wang tente de s'emparer du sabre par la force, tuant tous les hommes de Miyazaki. Sauf qu'il est capturé quand ce dernier révèle son lien avec un démon nommé Hoji. Détenu dans une cage près d'un temple, il profite d'une attaque de démons pour s'évader. Miyazaki est tué pendant l'attaque et Lo se retrouve forcé de s'allier à Hoji, dans l'espoir de retrouver l'épée. Le démon lui apprend que ce qu'il prenait pour un katana médiéval est en fait un morceau du Nobitsura Kage, un artefact magique capable de tuer les immortels et qui est un anathème pour les démons. Il mentionne aussi que le Kage est composé de 3 épées et que les réunir les fusionnera pour n'en faire qu'une seule épée.
Au cours de sa quête du Nobitsura Kage, Lo Wang rencontre les Whisperers : des golems magiques qui contiennent la mémoire des Anciens, les immortels qui gouvernaient les démons autrefois. Ils ne peuvent pas toucher le Kage, qui peut les tuer dès qu'ils entrent en contact avec lui. En tuant les golems, Wang absorbe la mémoire des golems et découvre peu à peu l'histoire et les motivations de Hoji, ainsi que l'histoire du monde où il vivait. Le Royaume des Ombres, dont Hoji et les démons sont originaires, est continuellement pluvieux. Cette pluie est alimentée par les pleurs d'Ameonna, la sœur d'Hoji et des autres Anciens. Les deux entretenaient une relation incestueuse, ce qui rendait Ameonna heureuse et stoppait la pluie. Malheureusement, cela provoqua un désastre dans le royaume et cette relation fut découverte par Enra, le maître du Royaume des Ombres. Ce qui a provoqué la disgrâce d'Hoji et l'a conduit à avoir son visage écorché par ses frères aînés : Gozu, Mezu et Xing. Depuis ce jour, il porte un masque. Ameonna accepte sa part de responsabilité dans l'affaire, ce qui rend le démon amer et rancunier envers elle, pour l'avoir abandonné, et envers Enra, pour son comportement tyrannique envers les autres Anciens. Il se mit à comploter pour empoisonner Ameonna et prendre sa revanche sur Enra, en faisant que Xing délivre une potion qui ne la tue pas mais se contente juste de la plonger dans un sommeil éternel.
Ce fut Mezu, le plus loyal des frères d'Enra, qui stoppa tout. Le maître du Royaume des Ombres ordonna de décapiter Xing et bannit Hoji sur Terre avant d'annoncer que seul le sacrifice d'un Ancien pourra faire revivre Ameonna et sauver le Royaume. C'est ainsi que la recherche du Nobitsura Kage prend tout son sens, vu que c'est la seule chose qui peut tuer un Ancien. Il est aussi révélé qu'Enra et Orochi Zilla, l'employeur de Lo Wang, ont conclu un marché pour retrouver et assembler l'épée, en échange d'une cure pour soigner la paraplégie de Zilla et une assistance pour que les démons puissent conquérir la Terre. Cela persuade Wang, pendant sa recherche de l'ultime pièce de l'épée, de se retourner contre son employeur. Zilla envoie donc les frères Kyokagami, d'autres assassins, pour l'éliminer. Les deux héros finissent par découvrir qu'Orochi était en possession d'un Whisperer comme otage pendant tout ce temps et qu'il possède la troisième partie de l'épée. Quand Enra se présente et téléporte Hoji vers le Royaume des Ombres, Wang utilise la mémoire du dernier golem sur Terre et apprend que Hoji, qui est le créateur originel des Whisperers, ressent des regrets en ce qui concerne son rôle dans la plongée du Royaume dans la misère et cherche à réparer son erreur en créant un nouveau golem, qui retirerait sa mémoire de Wang. Ce dernier le retrouve et le persuade qu'Enra doit être arrêté et les deux joignent leurs forces à nouveau, le démon décidant de se repentir en tuant Enra et en utilisant le sang de ce dernier pour faire revivre Ameonna.
À son retour sur Terre, Wang et Zilla s'affrontent une ultime fois et le second se fait trancher la main. Lo recréée le Nobitsura Kage, qui recouvre toute sa puissance et Orochi s'enfuit avec l'aide des jumeaux Kyokagami. Le Kage étant à nouveau un, le samouraï retourne au Royaume des Ombres avec Hoji pour affronter Enra mais ce dernier le capture et le sépare de l'épée avant de tenter de tuer Hoji pour faire revivre Ameonna, mais Hoji réussit à le désarmer et à redonner l'épée à Wang. Cela force Enra à battre en retraite, mais tue Hoji, qui a touché l'épée. Lo piège Enra et arrive à le battre après une bataille avec le corps décapité de Xing. Le démon permet à l'assassin de le tuer. À la fin, Ameonna se réveille et, en voyant le corps sans vie d'Hoji, pleure, ce qui permet au Royaume des Ombres de redevenir comme avant.
Les aspects tragiques de l'intrigue sont contrebalancés par des dialogues absurdes entre Hoji et Lo Wang et des situations surréalistes .

## Développement
Devolver Digital, qui avait publié il y a quelque temps Shadow Warrior Classic Redux (un remake du jeu de 1997), prévoyait de rebooter la licence avec l'aide de Flying Wild Hog, avec l'approbation de Scott Miller (développeur chez 3D Realms) pour travailler à de nouveaux développements. Selon Jan Bartkowicz, le jeu originel était fait pour refléter le "design old-school". Il a aussi déclaré que l'équipe de développement souhaitait créer un gameplay nouveau sous plusieurs aspects, particulièrement le katana, dont ils ne voulaient pas en faire une arme "utilisable seulement quand vous êtes en pénurie d'ammo." ainsi que le personnage de Lo Wang. Dans le jeu de 1997, le personnage avait un sens de l'humour fondé sur des blagues sur les femmes et les stéréotypes raciaux, chose que Flying Wild Hog a décidé de refaire en donnant à Wang "un sens de l'humour et un esprit plus intelligent".
C'est en mai 2013 que le reboot est annoncé, avec un premier trailer montrant le moteur graphique avec une cinématique in-game dans laquelle le personnage de Lo Wang (dont on ne voit pas le visage) traverse un temple en tuant tous les ennemis lui barrant le chemin, avant de révéler le personnage de Hoji. Le jeu ut plus montré lors de l'E3 2013, en juin, avec un humour et une violence extrêmes, que le concepteur Pawel Libiszewski a comparé à un film grindhouse, étant "si violent que c'en est drôle". S'ensuivit un second trailer, nommé You've Got Wang, qui présente plus de séquences de gameplay ainsi que l'humour du personnage, annonçant la sortie du jeu pour le 26 septembre 2013. Le Britannique John Bain (plus connu sous son surnom de TotalBiscuit) commenta 30 minutes de gameplay de la version beta dans une vidéo parue le 15 août 2013, expliquant positivement les différences et les similarités avec le jeu originel de 1997.
Shadow Warrior fut porté sur OS X et Linux par Knockout Games, le 31 mars 2015.

## Système de jeu
Le joueur alterne entre des phases d'exploration et des arènes tout en faisant face à des vagues d'ennemis. Il dispose de plusieurs armes à feu mais l'originalité du jeu repose sur son système de corps à corps,. Plusieurs mouvements de sabre sont possibles à la souris ou au stick. Ainsi au cours de la partie le joueur apprend des combos qui lui permettent de se régénérer ou encore de détruire les armures de ses ennemis, ce qui facilite sa progression.
D'autres éléments empruntés aux RPG tels que l'amélioration de l'équipement ou des bonus statistiques, viennent modifier le système de combat.

## Accueil
Plusieurs critiques ont regretté l'absence de modes de jeu multijoueur,,.
- Destructoid : 8,5/10[8]
- Edge : 6/10[9]
- The Escapist : 3,5/5[10]
- Gameblog : 7/10[6]
- Gamekult : 7/10[4]
- GameSpot : 7/10[11]
- IGN : 8,6/10[12]
- Jeuxvideo.com : 15/20[13],[14]